# Las Lomitas (ort i Argentina, Formosa)
Las Lomitas är en ort i Argentina.   Den ligger i provinsen Formosa, i den norra delen av landet, 1 100 km norr om huvudstaden Buenos Aires. Las Lomitas ligger 134 meter över havet och antalet invånare är 10 354.
Terrängen runt Las Lomitas är mycket platt. Runt Las Lomitas är det mycket glesbefolkat, med 2 invånare per kvadratkilometer..
I omgivningarna runt Las Lomitas växer i huvudsak lövfällande lövskog.